# Werner Clement
Werner Clement (* 19. April 1941 in Innsbruck, Tirol) ist ein österreichischer Ökonom mit den Schwerpunkten Bildungsökonomik, angewandte Ökonomie, Industrieökonomie und Wirtschaftspolitik.

## Akademische Laufbahn
Werner Clement erwarb 1965 das Doktorat (Dr. rer. comm.) an der Hochschule für Welthandel Wien und ging unmittelbar danach zum Entwicklungshilfe-Einsatz in den Senegal und nach Obervolta (IRFED, CINAM). Von 1965 bis 1968 war er Assistent am Institut für Wirtschafts- und Sozialpolitik der Universität Innsbruck bei Stephan Koren. Dort habilitierte er sich 1968; die Dozentur wurde 1968–1970 an der Hochschule für Welthandel erweitert. Nach einem Ruf 1970 war er bis 1972 a.o. Univ.-Prof. an der Rechts- und Staatswissenschaftlichen Fakultät der Universität Innsbruck (Lehrkanzel für Nationalökonomie I) und Mitvorstand des Instituts für Wirtschafts- und Gesellschaftspolitik. Am 31. Jänner 1972 erfolgte dort die Ernennung zum o. Univ.-Prof. Von September 1973 bis 1999 arbeitete er als o. Hochschulprofessor (Lehrkanzel für Volkswirtschaftslehre IV) an der Hochschule für Welthandel/ Wirtschaftsuniversität Wien.
Clement war Gastprofessor und Lehrbeauftragter an den Universitäten Kairo, Wolfson College in Cambridge, Stanford University, HEC Paris, Université Paris XI. 1996 war er Inhaber des Europa-Lehrstuhles an der Chulalongkorn-Universität in Bangkok im Rahmen des CUESP (Chulalongkorn University European Studies Programme).

### Weitere akademische Tätigkeiten
Von Mai 1970 bis Anfang 1976 war Clement Mitglied des Gründungsausschusses der Hochschule für Bildungswissenschaften in Klagenfurt.
1975 war er konstituierendes Mitglied des Ausschusses „Bildungsökonomie“ der Gesellschaft für Wirtschafts- und Sozialwissenschaften (Verein für Socialpolitik) sowie von September 1977 bis April 1980 dessen Vorsitzender und Mitglied des erweiterten Vorstandes.
Im Juni 1982 gründete er das Zentrum für Berufsplanung (zbp) an der Wirtschaftsuniversität Wien.
1987 war er Gründungsmitglied des Ausschusses „Industrieökonomie“ des Vereins für Socialpolitik.

## Konsulententätigkeit (Auswahl)
Clement war von 1968 bis 1970 Assistent des Bundesministers für Finanzen Stephan Koren.
Danach beriet er nationale und internationale Institutionen, hauptsächlich in Bildungsfragen. Neben österreichischen Ministerien, der Sozialpartnerschaft und der ÖVP, war er als Länderprüfer für die OECD, die UNESCO International Institute for Educational Planning (IIEP), den Europarat, die ILO, die Weltbank, die UNIDO, die Bundesanstalt für Arbeit, die Südtiroler Landesregierung tätig.
1985 gründete Clement gemeinsam mit Josef Taus und Fritz Paschke das Industriewissenschaftliche Institut (IWI), dessen Geschäftsführer er bis 2002 war.
Clement war 1993/94 Berater des vietnamesischen State Planning Committees/Ministry for Planning and Investment (MPI) bei Minister Do Quoc Sam in Hanoi und Lehrbeauftragter an der dortigen National Economics University. Das IWI entwickelte 1994/95 einen Masterplan of the Mechanical Engineering Industry in S.R. Vietnam für das vietnamesische Ministerium für Schwerindustrie, dem eine Kooperation zwischen dem CIEM (Central Institute for Economic Management) in Hanoi und dem Industriewissenschaftlichen Institut folgte, die bis 2003 andauern sollte.
Von 2012 bis Oktober 2014 war er Sonderberater des EU-Kommissars für Regionalpolitik Johannes Hahn.

## Sonstige Aktivitäten
- 1999–2004 Aufsichtsratsvorsitzender der ECOS Venture Capital AG
- 2000–2015 Geschäftsführender Eigentümer der 4C – foresee Management Consulting GmbH
- 2003–2015 Mitgründer und Vorsitzender des Vorstands des IPF (Institut für Pharmaökonomische Forschung)
- 2000–2018 Vizepräsident der Österreichisch-vietnamesischen Gesellschaft

## Auszeichnungen
- Kardinal-Innitzer-Preis 1968
- Kardinal-Innitzer-Preis – Würdigungspreis für Geistes- und Sozialwissenschaften 1980
- Fellow des Social Science Research Council, New York 1982
- Ehrendoktorat der Universität Paris-Sud 1984
- Großes Ehrenzeichen für Verdienste um die Republik Österreich 1990[6]
- Österreichisches Ehrenkreuz für Wissenschaft und Kunst I. Klasse 2001[6]
- Großes Silbernes Ehrenzeichen für Verdienste um die Republik Österreich 2012[6]
- Ehrenmitglied der Johann Sebastian Bach Musikschule in Wien

## Schriften
- Angewandte Bildungsökonomik: Das Beispiel des Senegal. ifo Institut, Weltforum Verlag, München 1967. (eingeschränkte Vorschau in der Google-Buchsuche)
- Bildungsökonomik. Verlag für Geschichte und Politik, Wien 1970.
- mit R. Sauerschnig: Empirische Grundlagen und Konzepte einer Bildungsfinanzpolitik in Österreich. Wien 1978.
- mit K. Socher (Hrsg.): Empirische Wirtschaftsforschung und monetäre Ökonomik. Festschrift zum 60. Geburtstag von Prof. St. Koren. Berlin 1979.
- mit F. Edding (Hrsg.): Recurrent Education und Berufliche Flexibilitätsforschung. (= Schriften des Vereins für Socialpolitik). Berlin 1979.
- mit P. F. Ahammer und A. Kaluza: Bildungsexpansion und Arbeitsmarkt, Befunde zur Entwicklung in Österreich bis 1990. Wien 1980.
- mit M. Tessaring und G. Weißhuhn: Qualifikations- und Einkommensstrukturen im Lichte der Beschäftigungsstatistik der Bundesanstalt für Arbeit. In: MittAB. Nr. 2, Nürnberg 1980.
- als Hrsg.: Konzept und Kritik des Humankapitalansatzes. (= Schriften des Vereins für Socialpolitik. Band 110). Berlin 1981.
- mit G. Weißhuhn: Qualifikations- und Verdienststrukturen in der Bundesrepublik Deutschland 1974–1978: Eine Humankapitalanalyse. In: W. Clement, M. Tessaring, G. Weißhuhn: Ausbildung und Einkommen in der Bundesrepublik Deutschland. (= Beiträge zur Arbeitsmarkt- und Berufsforschung. 80). Nürnberg 1983.
- Intermediate ("Parafiscal") Financing Schemes. In: H. M. Levin, H.-G. Schütze (Hrsg.): Financing Recurrent Education. Sage Publ., Beverly Hills u. a. 1983.
- unter Mitarbeit von N. Rainer und P. Weiss: Einkommensverteilung und Qualifikation: Empirische Ergebnisse aus dem österreichischen Mikrozensus 1981. Wien 1984.
- Die Fragmentierung des Arbeitsmarktes, Beispiele neuerer Formen der Beschäftigung und der Arbeitsmarktpolitik in Frankreich und den USA. (= Beiträge zur Arbeitsmarkt- und Berufsforschung. 91). Nürnberg 1985.
- Austria: System of Education. In: T. Husén, T. N. Postlethwaite (Hrsg.): The International Encyclopedia of Education. Oxford 1985.
- als Hrsg.: Die Tertiärisierung der Industrie. Wien 1988.
- Further Education and Training of the Labour Force - A Comparative Analysis of National Strategies for Industry Training: Australia, Sweden and the United States. OECD, Paris 1991.
- Erfolgsgeschichte: 15 Jahre Clusterinitiativen in Österreich. BMWA, Mai 2007.
- mit E. Walter und M. Ajayi: Sicherheitsforschung: Bedarf und Angebot, Die österreichische Situation und internationale Vergleiche. Studie im Auftrag des bmvit, Wien Februar 2008.
- Verstaatlichte Industrie: Wirtschaftspolitischer Hintergrund und Rahmenbedingungen in der Zweiten Republik. In: G. Turnheim (Hrsg.): Die Geschichte der (ver)staatlichten Industrie und ihre Rolle in der österreichischen Volkswirtschaft zwischen 1918 und 2008. Manz, Wien 2009.
- Innovationen auf den Markt bringen. im Auftrag des RFTE, Oktober 2009.
- mit E. Walter: Innovationsfördernde öffentliche Beschaffung in Österreich. November 2010.
- Ansätze für IÖB Metrik. im Auftrag des BMWFJ, Februar 2012.
- mit E. Walter: Sicherheitsforschung und IÖB. Studie für bmvit, Juli 2014.